# Тюмберь

Тюмберь — река в России, протекает в Кировской области. Устье реки находится в 33 км по левому берегу реки Мамокша. Длина реки −21 км, площадь водосборного бассейна 146 км².
Исток реки находится в лесном массиве в 27 к юго-западу от Яранска. Река течёт на северо-восток, затем на юго-восток, русло извилистое. В верховьях до впадения реки Малый Тюмберь также называется Большой Тюмберь. Исток находится в Яранском районе, затем река течёт по территории Санчурского района, ниже возвращается в Яранский. Верхнее течение проходит по ненаселённому лесу, в  нижнем течении на берегах реки деревни Косогор (на реке плотина и запруда) и Половино Овражье. Притоки - Пержанка, Малый Тюмберь, Чикважка (все - правые).

## Данные водного реестра
По данным государственного водного реестра России относится к Верхневолжскому бассейновому округу, водохозяйственный участок реки — Волга от Чебоксарского гидроузла до города Казань, без рек Свияга и Цивиль, речной подбассейн реки — Волга от впадения Оки до Куйбышевского водохранилища (без бассейна Суры). Речной бассейн реки — (Верхняя) Волга до Куйбышевского водохранилища (без бассейна Оки).
По данным геоинформационной системы водохозяйственного районирования территории РФ, подготовленной Федеральным агентством водных ресурсов:
- Код водного объекта в государственном водном реестре — 08010400712112100000657
- Код по гидрологической изученности (ГИ) — 112100065
- Код бассейна — 08.01.04.007
- Номер тома по ГИ — 12
- Выпуск по ГИ — 1